# G. Kovács László
G. Kovács László (Pozsony, 1961. augusztus 23. –) történész, műfordító.

## Élete
1979-ben érettségizett Pozsonyban, majd 1984-ben a pozsonyi Comenius Egyetemen szerzett történelem szakos tanári oklevelet. 1984–1987 között a Csemadok KB szakelőadója.
1987-től Magyarországon él. A Magyar Tudományos Akadémia Történettudományi Intézetének munkatársa, majd a piliscsabai Pázmány Péter Katolikus Egyetem szlovák tanszékének tanára volt.
Történelmi, művelődéstörténeti cikkeket közöl, illetve cseh és szlovák írók műveit fordítja. A Magyar Szemle munkatársa.

## Elismerései
- 2003 Az Év Könyve (Patrik Ouředník Europeana című regényének fordításáért)

## Művei
- 1994 Dokumentumok a "Prágai tavasz" történetéből. In: Harsányi Iván (szerk.): A nemzetközi munkásmozgalom történetéből XX.
- 1997/2011 Jozef Tiso - Arckép kettős tükörben. (tsz. Ivan Kamenec)
- 2003 Egon Bondy: A völgy
- 2005 Rákos Péter 1925–2002 (tsz. Filep Tamás Gusztáv)
- 2006 Patrik Ouředník: A megfelelő pillanat, 1855
- 2007 Patrik Ouředník: A huszonnégyes év
- 2008 Ádám Magda - Josef Hanzal: Edvard Benes - Arckép kettős tükörben
- 2009 Patrik Ouředník: Ad acta
- 2009 Patrik Ouředník: Europeana - A huszadik század rövid története
- 2011 Dušan Kováč: Szlovákia története (tford.)
- 2012 Václav Havel: A szabadság igézete (tford.)